# Tour de Lombardie 2013
La 107e édition du Tour de Lombardie a eu lieu le 6 octobre 2013. Il s'agit de la 28e épreuve de l'UCI World Tour 2013. Elle a été remportée en solitaire par l'Espagnol Joaquim Rodríguez (Katusha) devant son compatriote Alejandro Valverde (Movistar) et le Polonais Rafał Majka (Saxo-Tinkoff).
Rodríguez s'impose pour la deuxième fois consécutive après sa victoire de 2012. Il en profite également pour s'emparer de la tête de l'UCI World Tour, au détriment du Britannique Christopher Froome (Sky) absent de la course. Froome, également absent du prochain Tour de Pékin, permet à Rodríguez de remporter son troisième classement mondial après le Calendrier mondial UCI 2010 et l'UCI World Tour 2012.

## Présentation

### Parcours
Le kilométrage de la course en 2013 a été réduit de 9 km par rapport à l'année dernière, avec la suppression du Colle dei Pasta les 65 premiers km sont plats. Ensuite la route va proposer un terrain idéal pour les grimpeurs avec l'ascension du Valico di Valcava qui éliminera les plus faibles. Les coureurs enchaînent après avec le Colle Brianza et surtout le Colma di Sormano (km 160), comprenant des pentes en son final supérieures à 15 % qui pourrait être un moment important de la course. La Madonna del Ghisallo puis la montée de Villa Vergano dont le sommet est situé à moins de 10 km de l'arrivée permettront à des grimpeurs ou des puncheurs de lancer des offensives, le tout étant de savoir s'ils pourront réussir à garder l'avantage dans la descente finale annoncée technique.

### Équipes
L'organisateur RCS Sport a communiqué la liste des équipes invitées le 8 janvier 2013. Cependant, le 4 juin 2013, l'équipe Vini Fantini-Selle Italia annonce qu'à la suite des deux contrôles positifs sur le Tour d'Italie 2013 de ses coureurs Danilo Di Luca et Mauro Santambrogio à l'EPO, elle ne prendra pas part à ce Tour de Lombardie « par respect envers l'organisateur ». Le 26 juin 2013, l'organisateur annonce le remplacement de l'équipe Vini Fantini-Selle Italia par la formation sud-africaine MTN-Qhubeka de Gerald Ciolek, vainqueur du dernier Milan-San Remo. 25 équipes participent à ce Tour de Lombardie - 19 ProTeams et 6 équipes continentales professionnelles :
| Nom de l'équipe         | Pays        | Code |
| ----------------------- | ----------- | ---- |
| AG2R La Mondiale        | France      | ALM  |
| Argos-Shimano           | Pays-Bas    | ARG  |
| Astana                  | Kazakhstan  | AST  |
| Belkin                  | Pays-Bas    | BEL  |
| BMC Racing              | États-Unis  | BMC  |
| Cannondale              | Italie      | CAN  |
| Euskaltel Euskadi       | Espagne     | EUS  |
| FDJ.fr                  | France      | FDJ  |
| Garmin-Sharp            | États-Unis  | GRS  |
| Katusha                 | Russie      | KAT  |
| Lampre-Merida           | Italie      | LAM  |
| Lotto-Belisol           | Belgique    | LTB  |
| Movistar                | Espagne     | MOV  |
| Omega Pharma-Quick Step | Belgique    | OPQ  |
| Orica-GreenEDGE         | Australie   | OGE  |
| RadioShack-Leopard      | Luxembourg  | RLT  |
| Saxo-Tinkoff            | Danemark    | TST  |
| Sky                     | Royaume-Uni | SKY  |
| Vacansoleil-DCM         | Pays-Bas    | VCD  |

| Nom de l'équipe              | Pays           | Code |
| ---------------------------- | -------------- | ---- |
| Androni Giocattoli-Venezuela | Italie         | AND  |
| Colombia                     | Colombie       | COL  |
| Europcar                     | France         | EUC  |
| IAM                          | Suisse         | IAM  |
| MTN-Qhubeka                  | Afrique du Sud | MTN  |
| NetApp-Endura                | Allemagne      | TNE  |

### Favoris
L'Espagnol Joaquim Rodríguez (Katusha) est cité comme principal favori à sa propre succession. Il voudra prendre sa revanche de la course en ligne du dernier mondial. En l'absence du Britannique Christopher Froome (Sky), forfait, une victoire ou une deuxième place lui permettrait de prendre la première place de l'UCI World Tour. Ses principaux concurrents sont l'Italien Vincenzo Nibali (Astana) et le récent champion du monde, le Portugais Rui Costa (Movistar), les Colombiens Rigoberto Urán (Sky), Carlos Betancur (AG2R La Mondiale) et Nairo Quintana (Movistar), l'Espagnol Alejandro Valverde (Movistar), l'Italien Diego Ulissi (Lampre-Merida), le Belge Philippe Gilbert (BMC Racing) et l'Irlandais Daniel Martin (Garmin-Sharp),.

## Récit de la course
À noter que seule la formation australienne Orica-GreenEDGE ne parvient pas à classer un coureur à l'arrivée avec les abandons de leurs huit coureurs

## Classement final
|    | Coureur                  | Équipe                       |    | Temps           | Points UCI |
| -- | ------------------------ | ---------------------------- | -- | --------------- | ---------- |
| 1  | Joaquim Rodríguez (ESP)  | Katusha                      | en | 6 h 10 min 18 s | 100        |
| 2  | Alejandro Valverde (ESP) | Movistar                     | +  | 17 s            | 80         |
| 3  | Rafał Majka (POL)        | Saxo-Tinkoff                 |    | 23 s            | 70         |
| 4  | Daniel Martin (IRL)      | Garmin-Sharp                 |    | 45 s            | 60         |
| 5  | Enrico Gasparotto (ITA)  | Astana                       |    | 45 s            | 50         |
| 6  | Daniel Moreno (ESP)      | Katusha                      |    | 55 s            | 40         |
| 7  | Pieter Serry (BEL)       | Omega Pharma-Quick Step      |    | 55 s            | 30         |
| 8  | Franco Pellizotti (ITA)  | Androni Giocattoli-Venezuela |    | 55 s            | -          |
| 9  | Ivan Santaromita (ITA)   | BMC Racing                   |    | 55 s            | 10         |
| 10 | Robert Gesink (NED)      | Belkin                       |    | 55 s            | 4          |

## Liste des participants
- Liste de départ complète

| Légende | Légende                                                                    | Légende | Légende                                                    |
| ------- | -------------------------------------------------------------------------- | ------- | ---------------------------------------------------------- |
| Num     | Dossard de départ porté par le coureur sur ce Tour de Lombardie            | Pos     | Position à l'arrivée de la course                          |
|         | Indique un maillot de champion national ou mondial, suivi de sa spécialité | NP      | Indique un coureur qui n'a pas pris le départ de la course |
| AB      | Indique un coureur qui n'a pas terminé la course                           | HD      | Indique un coureur qui a terminé la course hors des délais |

| Katusha KAT | Katusha KAT              | Katusha KAT |
| ----------- | ------------------------ | ----------- |
| Num         | Coureur                  | Pos         |
| 1           | Joaquim Rodríguez (ESP)  | 1er         |
| 2           | Giampaolo Caruso (ITA)   | 37e         |
| 3           | Sergey Chernetskiy (RUS) | AB          |
| 4           | Vladimir Gusev (RUS)     | AB          |
| 5           | Alexandr Kolobnev (RUS)  | AB          |
| 6           | Daniel Moreno (ESP)      | 6e          |
| 7           | Yury Trofimov (RUS)      | 39e         |
| 8           | Ángel Vicioso (ESP)      | AB          |

| AG2R La Mondiale ALM | AG2R La Mondiale ALM         | AG2R La Mondiale ALM |
| -------------------- | ---------------------------- | -------------------- |
| Num                  | Coureur                      | Pos                  |
| 11                   | Domenico Pozzovivo (ITA)     | 15e                  |
| 12                   | Carlos Betancur (COL)        | 31e                  |
| 13                   | Ben Gastauer (LUX)           | AB                   |
| 14                   | Maxime Bouet (FRA)           | 41e                  |
| 15                   | Mikaël Cherel (FRA)          | 27e                  |
| 16                   | Matteo Montaguti (ITA)       | AB                   |
| 17                   | Rinaldo Nocentini (ITA)      | AB                   |
| 18                   | Jean-Christophe Péraud (FRA) | AB                   |

| Androni Giocattoli-Venezuela AND | Androni Giocattoli-Venezuela AND | Androni Giocattoli-Venezuela AND |
| -------------------------------- | -------------------------------- | -------------------------------- |
| Num                              | Coureur                          | Pos                              |
| 21                               | Franco Pellizotti (ITA)          | 8e                               |
| 22                               | Riccardo Chiarini (ITA)          | AB                               |
| 23                               | Patrick Facchini (ITA)           | AB                               |
| 24                               | Fabio Felline (ITA)              | AB                               |
| 25                               | Marco Frapporti (ITA)            | AB                               |
| 26                               | Diego Rosa (ITA)                 | 29e                              |
| 27                               | Miguel Ángel Rubiano (COL)       | 43e                              |
| 28                               | Emanuele Sella (ITA)             | 30e                              |

| Astana AST | Astana AST               | Astana AST |
| ---------- | ------------------------ | ---------- |
| Num        | Coureur                  | Pos        |
| 31         | Vincenzo Nibali (ITA)    | AB         |
| 32         | Valerio Agnoli (ITA)     | AB         |
| 33         | Fabio Aru (ITA)          | AB         |
| 34         | Enrico Gasparotto (ITA)  | 5e         |
| 35         | Francesco Gavazzi (ITA)  | AB         |
| 36         | Simone Ponzi (ITA)       | AB         |
| 37         | Paolo Tiralongo (ITA)    | AB         |
| 38         | Alessandro Vanotti (ITA) | AB         |

| Belkin BEL | Belkin BEL                 | Belkin BEL |
| ---------- | -------------------------- | ---------- |
| Num        | Coureur                    | Pos        |
| 41         | Bram Tankink (NED)         | AB         |
| 42         | Stef Clement (NED)         | AB         |
| 43         | Robert Gesink (NED)        | 10e        |
| 44         | Marc Goos (NED)            | 45e        |
| 45         | Lars Petter Nordhaug (NOR) | AB         |
| 46         | Tom-Jelte Slagter (NED)    | 46e        |
| 47         | David Tanner (AUS)         | AB         |
| 48         | Laurens ten Dam (NED)      | AB         |

| BMC Racing BMC | BMC Racing BMC                 | BMC Racing BMC |
| -------------- | ------------------------------ | -------------- |
| Num            | Coureur                        | Pos            |
| 51             | Ivan Santaromita (ITA) (Route) | 9e             |
| 52             | Marcus Burghardt (GER)         | 44e            |
| 53             | Mathias Frank (SUI)            | AB             |
| 54             | Philippe Gilbert (BEL)         | 20e            |
| 55             | Marco Pinotti (ITA)            | AB             |
| 56             | Manuel Quinziato (ITA)         | AB             |
| 57             | Greg Van Avermaet (BEL)        | 19e            |
| 58             | Tejay van Garderen (USA)       | AB             |

| Cannondale CAN | Cannondale CAN             | Cannondale CAN |
| -------------- | -------------------------- | -------------- |
| Num            | Coureur                    | Pos            |
| 61             | Peter Sagan (SVK) (Route)  | AB             |
| 62             | Ivan Basso (ITA)           | 11e            |
| 63             | Damiano Caruso (ITA)       | AB             |
| 64             | Alessandro De Marchi (ITA) | AB             |
| 65             | Paolo Longo Borghini (ITA) | AB             |
| 66             | Maciej Paterski (POL)      | AB             |
| 67             | Daniele Ratto (ITA)        | AB             |
| 68             | Cameron Wurf (AUS)         | AB             |

| Colombia COL | Colombia COL              | Colombia COL |
| ------------ | ------------------------- | ------------ |
| Num          | Coureur                   | Pos          |
| 71           | Darwin Atapuma (COL)      | 23e          |
| 72           | Robinson Chalapud (COL)   | AB           |
| 73           | Fabio Duarte (COL)        | AB           |
| 74           | Leonardo Duque (COL)      | AB           |
| 75           | Jarlinson Pantano (COL)   | AB           |
| 76           | Carlos Quintero (COL)     | AB           |
| 77           | Jeffry Romero (COL)       | AB           |
| 78           | Juan Pablo Valencia (COL) | AB           |

| Euskaltel Euskadi EUS | Euskaltel Euskadi EUS | Euskaltel Euskadi EUS |
| --------------------- | --------------------- | --------------------- |
| Num                   | Coureur               | Pos                   |
| 81                    | Mikel Astarloza (ESP) | AB                    |
| 82                    |                       |                       |
| 83                    | Garikoitz Bravo (ESP) | AB                    |
| 84                    | Gorka Izagirre (ESP)  | AB                    |
| 85                    | Mikel Landa (ESP)     | 21e                   |
| 86                    | Egoi Martínez (ESP)   | AB                    |
| 87                    | Juan José Oroz (ESP)  | AB                    |
| 88                    | Gorka Verdugo (ESP)   | AB                    |

| FDJ.fr FDJ | FDJ.fr FDJ                    | FDJ.fr FDJ |
| ---------- | ----------------------------- | ---------- |
| Num        | Coureur                       | Pos        |
| 91         | Thibaut Pinot (FRA)           | 12e        |
| 92         | Arnaud Courteille (FRA)       | AB         |
| 93         | Murilo Fischer (BRA)          | AB         |
| 94         | Alexandre Geniez (FRA)        | AB         |
| 95         | Anthony Roux (FRA)            | AB         |
| 96         | Jérémy Roy (FRA)              | AB         |
| 97         | Jussi Veikkanen (FIN) (Route) | AB         |
| 98         | Arthur Vichot (FRA) (Route)   | AB         |

| Garmin-Sharp GRS | Garmin-Sharp GRS      | Garmin-Sharp GRS |
| ---------------- | --------------------- | ---------------- |
| Num              | Coureur               | Pos              |
| 101              | Daniel Martin (IRL)   | 4e               |
| 102              | Caleb Fairly (USA)    | AB               |
| 103              | Nathan Haas (AUS)     | AB               |
| 104              | Alex Howes (USA)      | AB               |
| 105              | Michel Kreder (NED)   | AB               |
| 106              | Lachlan Morton (AUS)  | AB               |
| 107              | Fabian Wegmann (GER)  | AB               |
| 108              | David Zabriskie (USA) | AB               |

| IAM | IAM                         | IAM |
| --- | --------------------------- | --- |
| Num | Coureur                     | Pos |
| 111 | Matthias Brändle (AUT)      | AB  |
| 112 | Stefan Denifl (AUT)         | 33e |
| 113 | Jonathan Fumeaux (SUI)      | AB  |
| 114 | Reto Hollenstein (SUI)      | AB  |
| 115 | Thomas Lövkvist (SWE)       | AB  |
| 116 | Sébastien Reichenbach (SUI) | AB  |
| 117 | Johann Tschopp (SUI)        | 26e |
| 118 | Marcel Wyss (SUI)           | AB  |

| Lampre-Merida LAM | Lampre-Merida LAM         | Lampre-Merida LAM |
| ----------------- | ------------------------- | ----------------- |
| Num               | Coureur                   | Pos               |
| 121               | Damiano Cunego (ITA)      | AB                |
| 122               | Winner Anacona (COL)      | AB                |
| 123               | Matteo Bono (ITA)         | AB                |
| 124               | Kristijan Đurasek (CRO)   | 25e               |
| 125               | Manuele Mori (ITA)        | 36e               |
| 126               | Daniele Pietropolli (ITA) | AB                |
| 127               | Michele Scarponi (ITA)    | AB                |
| 128               | Diego Ulissi (ITA)        | 28e               |

| Lotto-Belisol LTB | Lotto-Belisol LTB         | Lotto-Belisol LTB |
| ----------------- | ------------------------- | ----------------- |
| Num               | Coureur                   | Pos               |
| 131               | Dirk Bellemakers (BEL)    | 53e               |
| 132               | Gaëtan Bille (BEL)        | AB                |
| 133               | Brian Bulgaç (NED)        | AB                |
| 134               | Bart De Clercq (BEL)      | 48e               |
| 135               | Francis De Greef (BEL)    | AB                |
| 136               | Gert Dockx (BEL)          | AB                |
| 137               | Jurgen Van de Walle (BEL) | AB                |
| 138               | Jelle Vanendert (BEL)     | 35e               |

| Movistar MOV | Movistar MOV                | Movistar MOV |
| ------------ | --------------------------- | ------------ |
| Num          | Coureur                     | Pos          |
| 141          | Rui Costa (POR) (Route)     | 38e          |
| 142          | Andrey Amador (CRC)         | AB           |
| 143          | Eros Capecchi (ITA)         | AB           |
| 144          | Jesús Herrada (ESP) (Route) | AB           |
| 145          | Beñat Intxausti (ESP)       | AB           |
| 146          | Nairo Quintana (COL)        | 16e          |
| 147          | Alejandro Valverde (ESP)    | 2e           |
| 148          | Giovanni Visconti (ITA)     | 32e          |

| MTN-Qhubeka MTN | MTN-Qhubeka MTN                  | MTN-Qhubeka MTN |
| --------------- | -------------------------------- | --------------- |
| Num             | Coureur                          | Pos             |
| 151             | Songezo Jim (RSA)                | AB              |
| 152             | Tsgabu Grmay (ETH) (Route)       | AB              |
| 153             | Jacques Janse van Rensburg (RSA) | HD              |
| 154             | Ignatas Konovalovas (LTU)        | AB              |
| 155             | Louis Meintjes (RSA)             | 52e             |
| 156             | Sergio Pardilla (ESP)            | AB              |
| 157             | Meron Russom (ERI)               | AB              |
| 158             | Jay Robert Thomson (RSA) (Route) | AB              |

| Omega Pharma-Quick Step OPQ | Omega Pharma-Quick Step OPQ      | Omega Pharma-Quick Step OPQ |
| --------------------------- | -------------------------------- | --------------------------- |
| Num                         | Coureur                          | Pos                         |
| 161                         | Michał Kwiatkowski (POL) (Route) | NP                          |
| 162                         | Gianluca Brambilla (ITA)         | AB                          |
| 163                         | Sylvain Chavanel (FRA)           | AB                          |
| 164                         | Dries Devenyns (BEL)             | AB                          |
| 165                         |                                  |                             |
| 166                         | Serge Pauwels (BEL)              | AB                          |
| 167                         | Pieter Serry (BEL)               | 7e                          |
| 168                         | Peter Velits (SVK)               | AB                          |

| Orica-GreenEDGE OGE | Orica-GreenEDGE OGE          | Orica-GreenEDGE OGE |
| ------------------- | ---------------------------- | ------------------- |
| Num                 | Coureur                      | Pos                 |
| 171                 | Michael Albasini (SUI)       | AB                  |
| 172                 | Simon Clarke (AUS)           | AB                  |
| 173                 | Luke Durbridge (AUS) (Route) | AB                  |
| 174                 | Michael Matthews (AUS)       | AB                  |
| 175                 | Christian Meier (CAN)        | AB                  |
| 176                 | Cameron Meyer (AUS)          | AB                  |
| 177                 | Daniel Teklehaimanot (EIR)   | AB                  |
| 178                 | Pieter Weening (NED)         | AB                  |

| RadioShack-Leopard RLT | RadioShack-Leopard RLT | RadioShack-Leopard RLT |
| ---------------------- | ---------------------- | ---------------------- |
| Num                    | Coureur                | Pos                    |
| 181                    | Andy Schleck (LUX)     | AB                     |
| 182                    | Jan Bakelants (BEL)    | AB                     |
| 183                    | George Bennett (NZL)   | AB                     |
| 184                    | Matthew Busche (USA)   | AB                     |
| 185                    | Ben Hermans (BEL)      | 14e                    |
| 186                    | Maxime Monfort (BEL)   | AB                     |
| 187                    | Nélson Oliveira (POR)  | AB                     |
| 188                    | Haimar Zubeldia (ESP)  | AB                     |

| Sky SKY | Sky SKY                | Sky SKY |
| ------- | ---------------------- | ------- |
| Num     | Coureur                | Pos     |
| 191     |                        |         |
| 192     | Dario Cataldo (ITA)    | 22e     |
| 193     | Sergio Henao (COL)     | AB      |
| 194     | Christian Knees (GER)  | AB      |
| 195     | Salvatore Puccio (ITA) | AB      |
| 196     |                        |         |
| 197     | Rigoberto Urán (COL)   | AB      |
| 198     | Xabier Zandio (ESP)    | AB      |

| Argos-Shimano ARG | Argos-Shimano ARG         | Argos-Shimano ARG |
| ----------------- | ------------------------- | ----------------- |
| Num               | Coureur                   | Pos               |
| 201               | Warren Barguil (FRA)      | 47e               |
| 202               | Thomas Damuseau (FRA)     | 42e               |
| 203               | Tom Dumoulin (NED)        | 18e               |
| 204               | Johannes Fröhlinger (GER) | AB                |
| 205               |                           |                   |
| 206               | François Parisien (CAN)   | AB                |
| 207               | Thomas Peterson (USA)     | AB                |
| 208               | Georg Preidler (AUT)      | AB                |

| Europcar EUC | Europcar EUC              | Europcar EUC |
| ------------ | ------------------------- | ------------ |
| Num          | Coureur                   | Pos          |
| 211          | Thomas Voeckler (FRA)     | 34e          |
| 212          | Natnael Berhane (ERI)     | AB           |
| 213          | Giovanni Bernaudeau (FRA) | AB           |
| 214          | Cyril Gautier (FRA)       | 17e          |
| 215          | Vincent Jérôme (FRA)      | AB           |
| 216          | Davide Malacarne (ITA)    | AB           |
| 217          | Björn Thurau (GER)        | AB           |
| 218          | Angélo Tulik (FRA)        | AB           |

| NetApp-Endura TNE | NetApp-Endura TNE          | NetApp-Endura TNE |
| ----------------- | -------------------------- | ----------------- |
| Num               | Coureur                    | Pos               |
| 221               | Cesare Benedetti (ITA)     | AB                |
| 222               | Iker Camaño (ESP)          | AB                |
| 223               | Bartosz Huzarski (POL)     | 24e               |
| 224               | José Mendes (POR)          | AB                |
| 225               | Erick Rowsell (GBR)        | AB                |
| 226               | Andreas Schillinger (GER)  | AB                |
| 227               | Paul Voss (GER)            | AB                |
| 228               | Alexander Wetterhall (SWE) | AB                |

| Saxo-Tinkoff TST | Saxo-Tinkoff TST           | Saxo-Tinkoff TST |
| ---------------- | -------------------------- | ---------------- |
| Num              | Coureur                    | Pos              |
| 231              | Alberto Contador (ESP)     | AB               |
| 232              | Matti Breschel (DEN)       | 49e              |
| 233              | Rafał Majka (POL)          | 3e               |
| 234              | Sérgio Paulinho (POR)      | AB               |
| 235              | Nicolas Roche (IRL)        | AB               |
| 236              | Michael Rogers (AUS)       | 51e              |
| 237              | Rory Sutherland (AUS)      | AB               |
| 238              | Chris Anker Sørensen (DEN) | 40e              |

| Vacansoleil-DCM VCD | Vacansoleil-DCM VCD       | Vacansoleil-DCM VCD |
| ------------------- | ------------------------- | ------------------- |
| Num                 | Coureur                   | Pos                 |
| 241                 | Marco Marcato (ITA)       | 50e                 |
| 242                 | Thomas De Gendt (BEL)     | AB                  |
| 243                 | Juan Antonio Flecha (ESP) | 13e                 |
| 244                 | Sergueï Lagoutine (UZB)   | AB                  |
| 245                 | Maurits Lammertink (NED)  | AB                  |
| 246                 | Rob Ruijgh (NED)          | AB                  |
| 247                 | Mirko Selvaggi (ITA)      | AB                  |
| 248                 | Willem Wauters (BEL)      | AB                  |